# Otto Eger
Otto Eger (* 19. Oktober 1877 in Darmstadt; † 11. April 1949 in Gießen) war ein deutscher Rechtswissenschaftler. Als Professor an der Universität Gießen (1918–1946) bildete er mehrere Generationen von Juristen aus. Als bekennender Nationalist sympathisierte er mit dem Nationalsozialismus und betätigte sich auch entsprechend.

## Leben und Werk
Otto Eger, Sohn des Sprachwissenschaftlers Gustav Eger (1827–1894), studierte ab 1895 Rechtswissenschaften an den Universitäten zu Göttingen, Berlin und Gießen, wo er 1898 das Referendarsexamen ablegte. Während seines Studiums wurde er in Gießen 1896 Mitglied der Studentenverbindung Akademische Gesellschaft Das Kloster. Anschließend trat er in den juristischen Vorbereitungsdienst ein und schrieb parallel seine Doktorarbeit bei Gerhard Alexander Leist über das privatrechtliche Thema „Stellvertretung beim Eigentumserwerb“. Das Assessorexamen bestand Eger 1903 mit Auszeichnung.
Nachdem Eger 1905 an der Universität Gießen als Fakultätsassistent angestellt worden war, wandte er sich in seiner Forschungsarbeit der Rechtsgeschichte zu. Unter dem Einfluss von G. A. Leist und Ludwig Mitteis befasste er sich vor allem mit der juristischen Papyrologie. Mit der Schrift Zum ägyptischen Grundbuchwesen in römischer Zeit (1909) habilitierte er sich 1909 in Leipzig bei Mitteis.
Bereits 1910 wurde Eger als ordentlicher Professor für Römisches Recht an die Universität Basel berufen. 1914 fungierte er als Rektor der Universität. Kurz darauf unterbrach er seine Tätigkeit, da er als Deutscher und Reserveoffizier am Ersten Weltkrieg teilnahm. 1916 kehrte Eger nach Basel zurück, nachdem er durch eine schwere Erkrankung für den Frontdienst untauglich geworden war. Noch während des Krieges erhielt er einen Ruf an die Universität Prag, den er jedoch ablehnte.
Im September 1917 erhielt Eger einen Ruf seiner Gießener Alma Mater, den er zum 1. April 1918 annahm. In Gießen wirkte er bis an sein Lebensende; einen Ruf nach Königsberg (1920) lehnte er ab.
Nach dem Ende des Ersten Weltkriegs war die Universität in einer schwierigen sozialen und wirtschaftlichen Situation. Eger bemühte sich, diese durch sein Engagement in der akademischen Selbstverwaltung zu verbessern. Er war 1921 der erste Vorsitzende der „Gießener Studentenhilfe e.V.“, des späteren „Studentenwerks Gießen“, das den dringenden Bedürfnissen der Zeit entsprach. In einem 1929 erbauten Gebäude im Leihgesterner Weg konnten 1931 die ersten Studenten einziehen. Das inzwischen denkmalgeschützte Gebäude des Studentenwerkes Gießen, in dem bis heute ein Wohnheim und eine Mensa untergebracht sind, wurde später nach Otto Eger benannt.
Er war zweimal Rektor der Universität, 1923/1924 und 1930/1931.
Egers wissenschaftliche Arbeit trat bei seinen anderen Pflichten in den Hintergrund. Er beschäftigte sich weniger mit dem römischen Recht als mit dem geltenden Recht, dem er auch seine Rektoratsreden widmete. Durch sein Engagement in verschiedenen bürgerlichen und rechtsgesinnten Vereinen war er eher als Organisator und Vermittler tätig denn als Forscher.
Der Weimarer Republik war er als radikaler Nationalist feindlich gesinnt. Kurz nach dem Ersten Weltkrieg gründete er in Gießen eine Kompanie von Zeitfreiwilligen, die sich 1920 dem Kapp-Putsch anschließen wollte, jedoch nach dessen Niederschlagung nicht mehr dazu kam. Zu dieser Zeit setzte sich Eger auch beim Rektor der Universität Marburg dafür ein, dass die Morde von Mechterstädt durch das Studentencorps Marburg bagatellisiert würden. Für die Organisation Escherich, die verfolgte Putschisten unterstützte, war Eger lange Zeit als lokaler Kontaktmann tätig. Er trat außerdem als Festredner bei den Reichsgründungsfeiern an der Universität Gießen auf, die er zu revanchistischer Propaganda nutzte.
Egers Haltung im Nationalsozialismus war die eines revanchistischen Opportunisten. Zu seinem Engagement in reaktionären Vereinen kam seine Mitgliedschaft in nationalsozialistischen Organisationen wie der NS-Volkswohlfahrt und dem NS-Rechtswahrerbund. Am 8. Juli 1940 beantragte er die Aufnahme in die NSDAP und wurde zum 1. Oktober desselben Jahres aufgenommen (Mitgliedsnummer 8.396.127). Als die Gießener Studentenverbindungen in Kameradschaften des NS-Studentenbundes überführt wurden, schloss sich Eger der Kameradschaft Kyffhäuser als Alter Herr an, die in der Tradition des VDSt Gießen stand.
Auch in bürgerlichen und akademischen Vereinen trat er als entschiedener Befürworter des Regimes auf. So pries er etwa als Vorsitzender des Gießener Konzertvereins anlässlich dessen 150-jährigen Bestehens 1942 die Machthaber mit allen propagandistischen Schlagworten. Unter den juristischen Dissertationen, die Eger während der Zeit des Nationalsozialismus betreute, finden sich einige, die ganz im Dienst des Regimes stehen und die nationalsozialistische Unrechts-Justiz bedienen.
Seine Forschungsarbeit widmete Eger in den 30er-Jahren wieder der Rechtsgeschichte. Außerdem betreute er ab 1935 die William G. Kerckhoff-Stiftung in Bad Nauheim. Ab 1939 hinderte ihn eine Gallenerkrankung häufig an der Lehrtätigkeit.
Der Zweite Weltkrieg und der Zusammenbruch des NS-Regimes brachten Eger einige Rückschläge. Seine beiden Söhne fielen im Krieg. Ab 1945 engagierte sich Eger verstärkt in der Universitätsverwaltung. Seine Aufgabe war jedoch hauptsächlich, die von den Besatzern geschlossene Universität abzuwickeln. Er starb nach längerer Krankheit im Alter von 71 Jahren.
Nach seinem Tod wurden seine Haltung und Aktivität unter den Nationalsozialisten verschleiert. Sein Schüler Friedrich Weber teilt in einem Nachruf zu dieser Zeit lediglich mit: „Die Entwicklung an den deutschen Universitäten seit 1933 veranlaßte ihn, sich immer mehr von seinen Stellungen in der Universität und im Studentenwerk zurückzuziehen.“ Damit suggeriert er, Eger sei auf Distanz zum Regime gegangen. Dieser Annahme widersprechen Egers Äußerungen jener Zeit, sein Bekenntnis zur Ideologie der Machthaber sowie seine Förderung und Betreuung nationalsozialistischer Doktorarbeiten.
Vor diesem Hintergrund gab es mehrere Initiativen, das Otto-Eger-Heim umzubenennen, die erste 1989. Von 2009 bis 2012 bemühte sich ein studentischer Arbeitskreis darum. Im Dezember 2015 beschloss der Verwaltungsrat des Studentenwerks schließlich die Umbenennung in Mildred-Harnack-Fish-Haus nach der Widerstandskämpferin gegen das Nazi-Regime.

## Schriften (Auswahl)
- Vertretung beim Eigentumserwerb an beweglichen Sachen. Gießen 1900 (Dissertation)
- Zum ägyptischen Grundbuchwesen in römischer Zeit. Leipzig/Berlin 1909 (Habilitationsschrift). Nachdruck Aalen 1966
- Rechtsgeschichtliches zum Neuen Testament. Basel 1919 (Rektoratsrede)
- Vom heutigen und künftigen deutschen bürgerlichen Recht. Gießen 1923 (Rektoratsrede)
- Recht und Wirtschaftsmacht. Gießen 1931
- Das Recht der deutschen Kartelle. Berlin 1932
- Bericht über die 1. öffentliche Kerckhoff-Vorlesung der William G. Kerckhoff-Stiftung am 23. Juli 1935 im Kerckhoff-Institut zu Bad Nauheim. Bad Nauheim 1935